# یوهی تاکائوکا
یوهی تاکائوکا (ژاپنی: 高丘 陽平؛ زادهٔ ۱۶ مارس ۱۹۹۶) یک بازیکن فوتبال اهل ژاپن است.
از باشگاه‌هایی که در آن بازی کرده‌است می‌توان به باشگاه فوتبال یوکوهاما، باشگاه فوتبال ساگان توسو و باشگاه فوتبال یوکوهاما مارینوس اشاره کرد.